# La mujer en la Iglesia católica
En la historia de la Iglesia católica, mujeres laicas y religiosas han jugado una variedad de funciones y la iglesia ha impactado las actitudes sociales hacia las mujeres de modo significativo en el mundo. Las mujeres constituyen la mayoría de miembros de vida consagrada dentro de la Iglesia católica: en 2010, había alrededor 721.935 mujeres dedicadas a la vida consagrada.

## Perspectiva bíblica
Mujeres prominentes en la vida de la iglesia son las figuras del Antiguo Testamento, la Virgen María y las mujeres seguidoras de Jesús en los Evangelios. Algunas mujeres influyentes fueron teólogas, abadesas, monarcas, misioneras, místicas, mártires, científicas, enfermeras, gestoras de hospitales, educadoras y monjas, muchas de las cuales han sido canonizadas e integradas en el santoral católico. A la maternidad le es dado un lugar prominente dentro de la fe católica, con María, la Madre de Jesús oficialmente proclamada como Reina de los Cielos. La función especial y devoción a María y las Devociones marianas ha sido un tema central de arte católico. En cambio, el personaje de Eva en el Jardín de Edén y otras historias bíblicas influyeron en el desarrollo de una idea Occidental de la mujer como fuente de tentación.
Los Evangelios sugieren que Jesús rompió las convenciones al proporcionar instrucción religiosa directamente a mujeres. Si bien los Doce Apóstoles eran todos hombres, y hay mucho debate sobre las creencias de dirigentes imperantes en la iglesia primitiva y en figuras como Pablo de Tarso, se sabe que las mujeres eran miembros activos en la temprana propagación del cristianismo. Hay muchas santas y mártires y muchas devociones fueron comenzadas por mujeres. Las abadesas medievales disfrutaron de influencia y poder considerable, y las mujeres religiosas han jugado una función importante en el catolicismo en conventos y abadías, y particularmente en el establecimiento de escuelas, hospitales, orfanatos y centros de devoción, y a través de institutos religiosos de monjas o hermanas como las benedictinas, las dominicas, las Hermanas de San Francisco, las Hermanas Loreto, Hermanas de la Misericordia, Hermanitas de los Pobres, Las Hermanas de San José del Sagrado Corazón, y las Misioneras de la Caridad. En el temprano siglo XXI, el más grande de todos los institutos religiosos para mujeres es el Instituto de las Hijas de María Auxiliadora, con alrededor 14.000 miembros. Las vocaciones religiosas para mujeres han ido declinando en Europa, Oceanía y el continente americano, sin embargo, han aumentado en Asia y África.

## Perspectiva educativa
A través de su promoción del aprendizaje institucionalizado, la Iglesia católica produjo muchas de las primeras científicas y eruditas de la historia, incluyendo a las médicos Trotula de Salerno (siglo XI) y Dorotea Bucca (d. 1436). Mención notable son los nombres de la anatomista Alessandra Giliani (d.1326), la filósofa Elena Piscopia (d. 1684) y la matemática Maria Gaetana Agnesi (d. 1799). Cuatro mujeres son honradas como Doctores de la Iglesia: la mística alemana Hildegarda de Bingen, la mística española Santa Teresa de Ávila, la mística italiana Catalina de Siena y la monja francesa Thérèse de Lisieux. Otras mujeres católicas se han proyectado a un lugar internacionalmente prominente a través de trabajos caritativos y campañas de justicia social—como la pionera de los hospitales Santa Marianne Soporta, la Madre Teresa que sirvió a los pobres de la India, y la promotora de campañas contra la pena de muerte Helen Prejean.

## Influencias de iglesia
La Iglesia católica ha influido sobre las condiciones de la mujer de varias maneras: condenando el infanticidio, el divorcio, el incesto, la poligamia y considerando la infidelidad marital de los hombres igualmente pecaminosa que la de las mujeres. La iglesia considera el aborto y los anticonceptivos como pecaminosos, lo que implica límites en las prerrogativas reproductivas de las mujeres. La función de las mujeres en la iglesia ha devenido un tema polémico en el ideario católico. El efecto global del cristianismo sobre las mujeres es un asunto de debate histórico— promovió sociedades patriarcales pero menoscabó la brecha entre hombres y mujeres. La institución del convento ha ofrecido un espacio de poder, influencia y autogobierno femenino a través de los siglos. Según algunas críticas modernas, la jerarquía católica predominantemente masculina y el rechazo a la ordenación de mujeres al sacerdocio implican una condición de "inferioridad" para las mujeres. El nuevo feminismo y la teología feminista reflexionan extensamente sobre las actitudes católicas hacia la mujer, aunque se ha de decir también que la Iglesia defiende firmemente la dignidad de hombres y mujeres, ya que ambos son criaturas de Dios.
El papa Juan Pablo II, en sus cartas Mulieris Dignitatem de 1988 y Carta a las mujeres de 1995 habla sobre la complementariedad entre varón y mujer, entre otros temas.

## Desarrollo histórico

### Cristianismo temprano

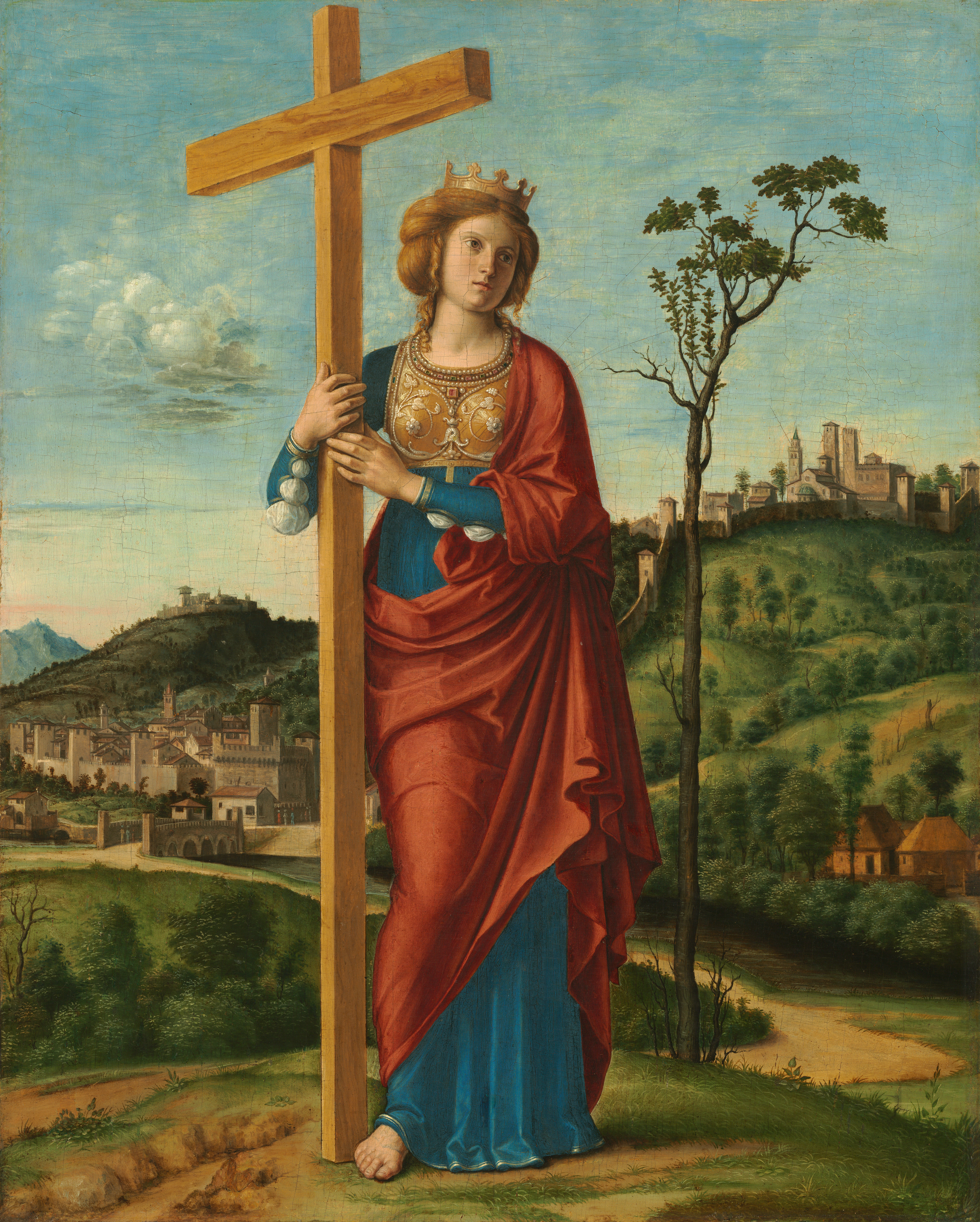
Santa Helena, madre del emperador Constantino, cuya conversión al cristianismo cambió el curso de la historia mundial.

La Iglesia dice que Cristo nombró solo Apóstoles varones (del griegos apostello "para enviar adelante"). Pero también el Nuevo Testamento se refiere a un número de mujeres en el círculo cercano a Jesús, notablemente su madre María (a quien la Iglesia católica reserva un escaño privilegiado de veneración) y María Magdalena, que descubrió la tumba vacía de Cristo. Aparte de ellas entre las seguidoras de Jesús se mencionan a María y Marta de Betania, a María de Cleofás, a Juana de Cusa, a Susana y a Salomé, madre de Santiago y Juan. 

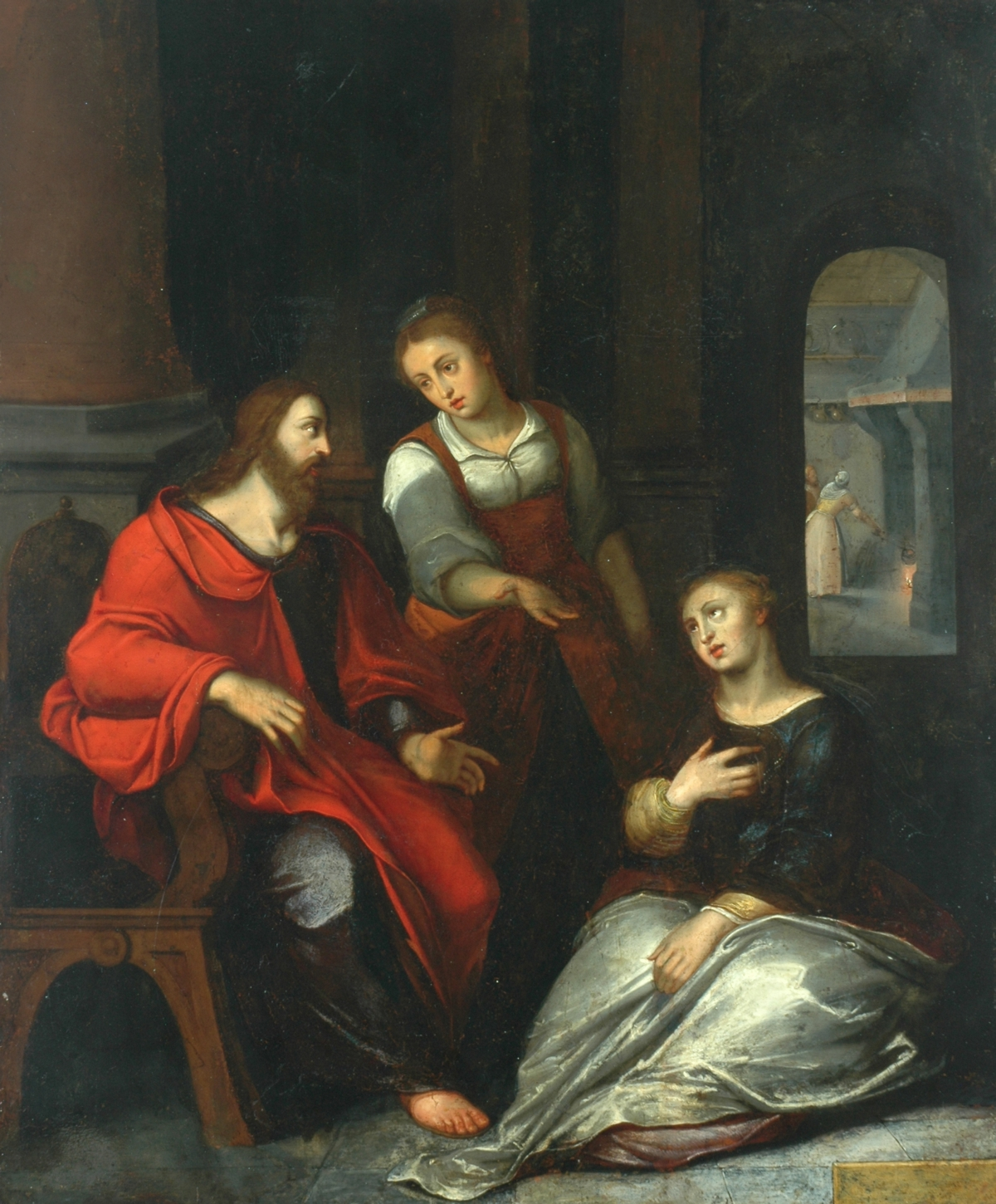
Cristo en casa de Marta y María por Otto van Veen. Rompiendo las convenciones de su época, Jesús proveía instrucción religiosa a mujeres.

El Nuevo Testamento es representativo de las actitudes de la iglesia hacia las mujeres. Entre los relatos más famosos de Jesús que tratan directamente un tema de moralidad y mujeres se encuentra la historia de Jesús y la mujer sorprendida en adulterio, en los versículos 7:53–8:11 del Evangelio de Juan. El pasaje describe una confrontación entre Jesús y los escribas y fariseos sobre si una mujer, sorprendida en un acto de adulterio, debe ser lapidada. Jesús avergüenza a la multitud para que se disperse, y evita la ejecución con las famosas palabras: "El que de vosotros esté sin pecado, que sea el primero en arrojar la piedra". Según el pasaje, "los que lo oyeron, convencidos de su propia conciencia, fueron marchándose uno a uno, comenzando por los mayores hasta los últimos", dejando que Jesús se volviera hacia la mujer y le dijera "ve, y no peques más". Este pasaje ha sido inmensamente influyente en la filosofía cristiana.[9]
La propia actitud de Jesús hacia las mujeres se encuentra en la historia de Jesús en la casa de Marta y María. Los Evangelios sugieren que Jesús rompió con las convenciones por brindar instrucción religiosa directamente a las mujeres. María se sienta a los pies de Jesús mientras él predica, mientras su hermana se afana en la cocina preparando la comida. Cuando Marta se queja con María de que debería ayudar en la cocina, Jesús dice "María ha escogido lo que es mejor" (Evangelio de Lucas 10:38–42).
Según el historiador Geoffrey Blainey, las mujeres probablemente eran mayoría entre los cristianos en el siglo I después de Cristo. El Apóstol Pablo del siglo I enfatizó una fe abierta a todos en su Carta a los Gálatas: "Ya no hay judío ni griego, esclavo ni libre, hombre ni mujer, porque todos vosotros sois uno en Jesucristo."
Otros escritos atribuidos a Pablo parecen reconocer el liderazgo de las mujeres en la Iglesia primitiva (Romanos 16) y ponerle límites (1 Timoteo 2:12). Según el Libro de los Hechos, la iglesia primitiva atrajo a un número importante de mujeres; muchas de estas fueron prominentes en culturas que otorgaron a las mujeres roles más importantes que los del judaísmo y dieron forma a la iglesia. Según Alister McGrath, el cristianismo tuvo el efecto de socavar los roles tradicionales de las mujeres y los esclavos de dos maneras:
1. Al afirmar que todos eran "uno en Cristo", sin importar si eran judíos o gentiles, hombres o mujeres, amos o esclavos.
2. Al afirmar que todos pueden compartir la comunión cristiana y adorar juntos, nuevamente sin importar su estatus.

McGrath describe el enfoque igualitario de Pablo como "profundamente liberador" en el sentido de que implicaba nuevas libertades para las mujeres. McGrath comenta que, aunque el cristianismo no efectuó un cambio inmediato en las actitudes culturales hacia las mujeres, la influencia del igualitarismo de Pablo fue "colocar una teórica bomba de relojería debajo de ellas". Afirma que, en última instancia, "los cimientos de estas distinciones tradicionales se erosionarían hasta el punto en que ya no podrían mantenerse". De manera similar, Suzanne Wemple señala que, aunque el cristianismo no eliminó la discriminación sexual en el Imperio Romano tardío , ofreció a las mujeres "la oportunidad de considerarse a sí mismas como personalidades independientes en lugar de ser la hija, esposa o madre de otra persona".
Entre las mujeres conmemoradas como santas de estos primeros siglos se encuentran varias mártires que sufrieron la persecución de los cristianos en el Imperio Romano, como Inés de Roma, Santa Cecilia de Roma, Águeda de Sicilia y Blandina. De manera similar, Santa Mónica fue una cristiana piadosa y madre de San Agustín de Hipona quien, después de una juventud rebelde, se convirtió al cristianismo y se convirtió en uno de los teólogos cristianos más influyentes de toda la historia.
A pesar de que los Doce Apóstoles eran todos hombres, y hay mucho debate sobre las creencias de los primeros líderes de la iglesia como San Pablo, se sabe que las mujeres fueron muy activas en la expansión temprana del cristianismo.
La tradición de una forma ritual de consagración de mujeres vírgenes data del siglo IV, aunque se sostiene ampliamente que sus obispos impartieron una consagración más informal a las mujeres vírgenes que data de la época de los Apóstoles. El primer rito formal conocido de consagración de la virginidad es el de Santa Marcelina, fechado en el año 353 d. C., mencionado en De Virginibus por su hermano, San Ambrosio. Otra virgen consagrada temprana es Santa Genoveva (c. 422 - c. 512).
Con el auge del Cristianismo en el Imperio Romano, varias matronas romanas fueron notables dentro de la iglesia católica: entre ellas tenemos a Helena, Paula, Fabiola, Marcela, Elia Eudocia e Irene de Roma entre otras.

### Edad Media
Duranta la Edad Media muchas mujeres tuvieron gran influencia (y poder) en el fomento de la Iglesia durante esa época, y cuyo influjo religioso llega hasta nuestros días. Entre las más sobresalientes de estas mujeres (monjas y laicas) contamos a Hildegarda de Bingen, Clara de Asís, Herrada de Landsberg, Juliana de Norwich, Matilde de Magdeburgo, Brígida de Kildare, Brigida de Suecia, Hadewijch de Amberes, Hilda de Whitby o incluso Catalina de Siena.
Entre las reinas y nobles que fomentaron el catolicismo en Europa durante la Edad Media se encuentran Berta de Kent, Teodolinda, Clotilde, Tamara de Georgia, Matilde de Ringelheim, Margarita de Escocia, Matilde de Canossa, Isabel de Portugal, Isabel de Hungría, Eduviges de Andechs, Eduviges I de Polonia, Isabel de Castilla, entre otras.
Pese a lo que se cree popularmente, hubo mujeres nobles que tenían control de sus posesiones en castillos y feudos con igualdad de condiciones que los nobles varones; así como que en el campo, las campesinas femeninas tenían un trato equivalente al del campesino masculino. A su vez, ya en esa época se presentaban mujeres burguesas y artesanas ejerciendo oficios en los gremios y servicios destinados únicamente a los varones.

"El apogeo (de la mujer) correspondería a la era feudal, desde el siglo X hasta fines del XIII [...]; es indiscutible que por entonces las mujeres ejercen una influencia que no pudieron tener ni las damas partidarias de La Fronda en el siglo XVII ni las severas anarquistas del siglo XIX".
Regine Pernoud

### Actualidad
En el siglo XX destacaron en la lglesia varias mujeres, tanto monjas y religiosas, como Edith Stein y Teresa de Calcuta; como también laicas y líderes, como Chiara Lubich, o Dorothy Day.

## Mitos populares

### Leyenda negra de que la mujer no poseía alma en la Edad Media
La noción de que la iglesia negó la existencia del alma en la mujer, hasta el Concilio de Trento, surgió de un malentendido semántico por causa de malentendidos con la traducción del vocablo "homo" en el idioma hablado en los ambientes académicos medievales (el latín), que en su contexto original suele ser entendido como "hombre", incluyendo a varón y mujer como "hombres" (seres humanos) [basándose en que Dios había creado al Homo (Ser Humano) como varón y mujer, como enseñaban teólogos medievales como Gregorio de Tours], pero que muchos enciclopedistas de la ilustración (sea intencionalmente para provocar propaganda anticatólica, o por accidente de incitar un ambiente de polemismo) solo traducían como "hombre", en su sentido masculino (que en realidad debería corresponder al término "vir", que significa varón), y asumieron que la iglesia había negado carácter humano a la mujer y con ello decretado su ausencia de alma.
El primer registro de que la iglesia católica supuestamente había negado el alma a la mujer provino de un escrito anónimo holandés, publicado en el siglo XVI durante la Reforma protestante (influenciado por el pensamiento renacentista sobre la mujer), con base en las actas de un supuesto Concilio de Mâcon de 486 (en realidad, un Sínodo provincial para discusión de cuestiones eclesiásticas y no teológicas) en el que se habría planteado la cuestión de si la mujer tenía o no tenía alma, pese a que el estudio de las actas de este famoso sínodo no revela en ningún momento que se haya planteado tal dilema. Entonces, lo que discutieron los obispos fue el significado de una palabra, no la cuestión sustancial de si las mujeres tienen alma. Otros citan a un supuesto tercer concilio de Nicea de 585 (inexistente), en el que se decidió por votos la existencia del alma femenina (variando la narración de si los resultados fueron entre el si o el no). El historiador medievalista francés, Jean Verdon, argumenta que la misoginia eclesiástica fue un falso problema que invento la narrativa de los historiadores anticlericales en el siglo XIX a través de citas medievales, anteriores al Renacimiento del siglo XII y sacadas de contexto, como prueba de sus aseveraciones. La iglesia desde el principio reconoció su alma y con ello, derechos naturales a la mujer como persona humana.
El mito en Latinoamérica fue propagado extensamente por artistas como Gabriel García Márquez y su obra La increíble y triste historia de la cándida Eréndira y de su abuela desalmada, Fernando Vallejo y su obra La puta de Babilonia, así como por cantantes como José Alfredo Jiménez y Martín Urieta. A nivel internacional, dichos tópicos falsos fueron esparcidos por medio de la literatura fantástica (Medios de comunicación en el arte de la Cultura popular, como el cine y los cómics), así como por tribus urbanas en blogs de internet, que retratan a la Edad Media con el mito de que fuera una época de Oscurantismo, donde la casi totalidad de las diferentes esferas sociales, políticas y/o religiosas del mundo le negaban sus derechos a las mujeres y que la iglesia supuestamente predicaba que la opresión de la mujer era algo «natural» según el Génesis, entre otros tantos bulos inventados siglos atrás durante el Siglo de las Luces y el Renacimiento.
Uta Ranke-Heinemann, teóloga liberal que apostato de la iglesia, comenta que:

"Hay que decir con toda claridad que no es cierto que la Iglesia haya llegado a negar, incluso a dudar en algún momento, que las mujeres tengan alma o que sean seres humanos. Se escucha y se lee con frecuencia que en un concilio, concretamente en el segundo sínodo de Macon (585), se llegó a discutir si la mujer tiene alma. Eso no es exacto. No se habló en el concilio sobre el alma. Gregario de Tours, que asistió a ese sínodo, relata que un obispo planteó la pregunta de «si la mujer puede ser designada como homo». Se trata, pues, de una cuestión filológica que, a decir verdad, se suscitó por la valoración más alta que los hombres se habían atribuido: homo significa tanto hombre (ser humano) como varón. Todavía hoy es idéntico en todas las lenguas románicas y también en el inglés el término para hombre y varón. Si los varones acaparan para sí el término hombre, ¿qué queda para la mujer? ¿Es también ella un hombre-varón, un varón-hombre? Es claro que no se puede designada como varón. Informa Gregorio de Tours que los restantes obispos remitieron al interpelante al relato de la creación, según el cual Dios creó al ser humano (homo) como varón y mujer, así como también a la denominación de Jesús como Hijo del Hombre (filius hominis), a pesar de que él es, sin duda, «Hijo de la Virgen», es decir, hijo de una mujer. Mediante estas clarificaciones se dilucidó la pregunta: el término homo debe aplicarse también a las mujeres. Significa, junto al concepto de varón, también el de ser humano (Gregario de Tours, Historia Francorum 8,20)."
Uta Ranke-Heinemann

A su vez, la historiadora y medievalista francesa, Régine Pernoud, comento al respecto de tal aseveración:

“Es decir, que durante siglos se ha bautizado y admitido en la Eucaristía a unos seres sin alma… ¿por qué no se hizo lo mismo con los animales? (...) Así pues, de ser cierto que la Iglesia consideraba a las mujeres criaturas sin alma, ¡durante siglos se habría bautizado, confesado y admitido a la eucaristía a seres sin alma! (...) es extraño entonces que los primeros mártires venerados como santos hayan sido mujeres y no hombres (...) En fin, ¿a quién creer: a los que reprochan precisamente a la Iglesia Católica medieval el culto de la Virgen María o a los que estiman que la Virgen era entonces considerada como una criatura sin alma? Sin detenernos más en estas monsergas, recordaremos aquí que ciertas mujeres… procedentes de todas las clases sociales… gozaban en la Iglesia, y a causa de su función en la Iglesia, de un extraordinario poder en la Edad Media. Ciertas abadesas eran señoras feudales cuyo poder se respetaba al igual que el de los demás señores; algunas tenían derecho a portar báculo como los obispos; y con frecuencia administraban vastos territorios con aldeas y parroquias…"
Regine Pernoud

### Mito de que la mujer era inferior al hombre por su falta de racionalidad
Persiste el mito de que las mujeres fueron consideradas por la iglesia católica como seres con una racionalidad inferior al hombre (o incluso irracionales) y que sus almas estaban dañadas, lo que llevó a conclusiones de que las mujeres debían ser sujetas a los hombres o incluso ser propiedades de sus maridos. Esto en gran parte se debería a una malinterpretación de la obra Patrística y Escolástica de autores de la iglesia como San Agustín de Hipona y Santo Tomas de Aquino sobre la razón femenina (por la que la mujer manifestaría la racionalidad humana de manera distinta al varón, aunque no por ello considerada inferior).
Sobre Agustín de Hipona, Padres de la Iglesia, el en sus cartas exaltar amorosamente a muchas mujeres como: Proba, Juliana y su madre Santa Mónica. Además, en su obra autobiográfica “Confesiones”, personifico su más anhelado deseo, “La Dama Continencia”, como una mujer. También insistió en que todos tenían que ser educados en el género humano, incluyendo la persona femenina, pues se les consideraba iguales a los varones en capacidad racional.
En específico, a Aquino, Doctor de la Iglesia, se le reprocha por una frase que dijo "La mujer es defectuosa y malnacida", por el cual autores como Helga Harriman y G.G. Scorgie afirmarían que la iglesia empeoró las cosas al sugerir que la mujer era extremadamente defectuosa. Sin embargo, Aquino estaba citando a Aristóteles, que sí afirmó que: "Una vez más, el varón es por naturaleza superior y la hembra inferior, uno gobierna y la otra es gobernada", debido a que, por Caridad argumentativa, en la Suma teológica trataba las doctrinas cristianas partiendo con objeciones (con el fin de evitar la distorsión de los argumentos del oponente), para luego ofrecer respuestas a las objeciones. En cuanto a la naturaleza física de la mujer, Aquino comenzó enumerando objeciones, y una de las objeciones era precisamente los argumentos de Aristóteles (constatando una teoría científica errada de su época), posteriormente , Santo Tomás repudia esta conclusión biológica elemental de los griegos tenga aplicación, para seguidamente señalar que la mujer no es mal engendrada o error defectuosa, Dios creó una buena naturaleza, y Dios creó a la mujer como parte de la naturaleza, por ende, la mujer no era un defecto, en tanto que la imagen de Dios no solo está en el hombre, sino también en la mujer (siendo probado en la naturaleza, con base en que Dios es un Ser racional, y esa capacidad de pensamiento y racionamiento Dios también la puso en el hombre, pero no solo en el varón, sino también en la mujer, en contraste con los animales y bestias que se guían por el instinto y no tienen una capacidad elevada de raciocinio).

"En lo que respecta a la naturaleza humana en general, la mujer no es mal engendrada, sino que está incluida en la intención de la naturaleza según lo dirigido al trabajo de generación. Ahora la intención general de la naturaleza depende de Dios, quien es el Autor universal de la naturaleza. Por lo tanto, al producir la naturaleza, Dios formó no solo al hombre sino también a la mujer (...)
La imagen de Dios, en su significado principal, es decir, la naturaleza intelectual, se encuentra tanto en el hombre como en la mujer".
Santo Tomas de Aquino